# نمرك 9
نمرك 9 هو موقع أثري من العصر الحجري الحديث في محافظة دهوك في شمال العراق الحديث.
تبلغ مساحة الموقع حوالي 1.8 هكتار (18000 متر مربع) وتم التنقيب عنه بين عامي 1985 و 1989 نيابة عن مركز البحوث بالقاهرة، المركز البولندي لآثار منطقة البحر الأبيض المتوسط في جامعة وارسو من قبل ستيفان كارول كوزلوفسكي وكارول شيمتشاك (جامعة وارسو) كجزء من إسكي الموصل (سد صدام) مشروع الإنقاذ. يقع على شرفة نهر دجلة بالقرب من الجبال الكردية وعلى ارتفاع 345 مترًا (1132 قدمًا) فوق مستوى سطح البحر. تم العثور على العديد من المباني المستديرة جنبًا إلى جنب مع أدلة على الساحات العامة. تميزت المباني بثقوب أعمدة ومقاعد ذات جدران مصنوعة من الطوب اللبن ومغطاة بالطين. تم العثور على العديد من المقابر تحتوي على أي شيء من شظايا الجمجمة إلى الهياكل العظمية الكاملة. تضمنت الأدوات الحجرية التي تم العثور عليها في الموقع مدقات ومدافع هاون وأحجار مخرطة وطواحين وفؤوس وأحجار صقل. تم اكتشاف بعض النماذج النادرة من الحجر المشغول بما في ذلك قطعة واحدة مصنوعة من الرخام. كما تم العثور على بعض الزخارف الزخرفية، بما في ذلك الخرز والمعلقات والزخارف العظمية. تم العثور على بعض القطع الفنية الحجرية والطينية على شكل رؤوس وحيوانات، بما في ذلك سلسلة من ستة عشر رأسًا للطيور.
تم إجراء تحليل للحيوانات بواسطة أيه.لاسوتا موسكاليوسكا وعثر على بقايا قليلة نسبيًا من الأغنام والماعز والخنازير والماشية. تم العثور على عظام أخرى مثل الظباء، وابن آوى، والغزلان، والخنزير، والغرير، والحصان. تم العثور على بعض قذائف الحلزون التي كانت تعتبر أيضًا مصدرًا للغذاء. كان هناك أيضا دليل على النمر والجاموس الهندي. عومت بقايا النبات في الموقع بواسطة مارك نيسبيت وأشار إل
ى أدلة على البيقية المر والبازلاء والعدس، والتي لم يتم تحديد تدجينها. كان الموقع في موقع جيد بين نوعي التضاريس من السهوب العشبية والغابات ويعتبر ذا أهمية رئيسية للبحث في هياكل القرية في مرحلة ما قبل العصر الحجري الحديث من العصر الحجري الحديث.

## روابط خارجية
- تواريخ الكربون المشع لنمرك 9
- جامعة كولونيا - إدخال قاعدة بيانات سياق الكربون المشع لنمرك 9
- نمرك - موقع ال"بي سي أة أيه يو دبليو"